# Прищепчик, Виталий Викторович
Виталий Викторович Прищепчик (март 1927, д. Скобровка, Минский округ, Белорусская ССР, СССР — 29 апреля 1983, близ Могилёва, Белорусская ССР, СССР) — советский и белорусский государственный и партийный деятель, первый секретарь Могилёвского обкома Компартии Беларуси (1974—1983).

## Биография
В 1952 г. окончил Белорусскую сельскохозяйственную академию.
Участник Великой Отечественной войны; в 1943—1944 гг. — в партизанском движении.
- 1951—1955 гг. — секретарь, второй секретарь Могилёвского областного комитета ЛКСМ Беларуси,
- 1955—1957 гг. — директор Хлыщёвской машинно-тракторной станции (Могилёвская область),
- 1957—1958 гг. — секретарь, второй секретарь Мстиславского районного комитета КП Беларуси (Могилёвская область),
- 1958—1959 гг. — первый секретарь Чериковского районного комитета КП Беларуси (Могилёвская область),
- 1959—1963 гг. — секретарь Могилёвского областного комитета КП Беларуси,
- 1963—1964 гг. — второй секретарь Могилёвского сельского областного комитета КП Беларуси,
- 1964—1966 гг. — секретарь Могилёвского областного комитета КП Беларуси,
- 1966—1974 гг. — второй секретарь Могилёвского областного комитета КП Беларуси,
- февраль-август 1974 г. — председатель исполнительного комитета Могилёвского областного Совета.

С августа 1974 г. — первый секретарь Могилёвского областного комитета КП Беларуси.
Депутат Верховного Совета СССР 10 созыва.
29 апреля 1983 г. трагически погиб в автомобильной катастрофе под Могилёвом.

## Награды и звания
Кавалер трёх орденов Трудового Красного Знамени.